# Mont Olympe
Pour les articles homonymes, voir Mont Olympe (homonymie), Olympe (homonymie) et Mont Olympus.
Le mont Olympe (en grec ancien Ὄλυμπος / Ólympos, en grec moderne Όλυμπος / Ólimbos) est la plus haute montagne de Grèce, avec un sommet à 2 918 mètres, appartenant à la chaîne du même nom. L'Olympe est traditionnellement le domaine des dieux de la mythologie grecque. Il fait partie des 24 parcs nationaux de Grèce.

## Toponymie
L'origine du nom est discutée, car il existe plusieurs étymologies possibles, mais les linguistes s'accordent sur l'origine indo-européenne en grec ancien :
- les termes ollumi (« détruire »), oloos (« destructeur », « funeste ») ou oulē (« coupure », « entaille ») pourraient être reliés au thème olu- signifiant « couper », « tailler », « faucher », « raser » ; quant à la finale -mpos, ce suffixe est attesté dans plusieurs langues indo-européennes dans des adjectifs indiquant une situation, une position ou une orientation. Il en ressort qu’Olumpos a pu signifier d'abord : « situé en position tranchante » ou « coupant le passage ». On sait que l'Olympe était presque partout infranchissable et cette montagne a longtemps été considérée par les Anciens comme étant une frontière séparant la Thessalie de la Macédoine ou, si l'on préfère, la Grèce antique du continent européen plus septentrional ;
- une autre hypothèse est qu’Oulumpos (comme on le trouve chez Homère) serait constitué des racines *wel- (« tourner », « s'enrouler » – à l'origine, par exemple, de l'allemand Wolke : « nuage », du français valse...) et *ombh- (« chose ronde », « sommet » – voir par exemple le latin « umbo » désignant la partie bombée d'un bouclier). Le sens de Olympos serait celui de « montagne dont les nuages s'enroulent autour du sommet ». Le mot remonterait dans ce cas à l'Indo-européen commun *wol-*omb.

À l'époque ottomane, les Turcs appelaient le mont Sem vat evi soit « lieu accueillant ».

## Géographie

Animation représentant le massif de l'Olympe en trois dimensions.

Le mont Olympe s'étend au nord de la Grèce près de la côte Égéenne, à la limite de la Thessalie et de la Macédoine. L'Olympe est une montagne d'apparence massive, s'élevant abruptement à plusieurs endroits, bordée de larges ravins et densément boisée dans sa partie inférieure. Son vaste sommet rocheux est recouvert de neige la majeure partie de l'année.

### Climat
Le climat qui règne au mont Olympe est un climat montagnard. La température varie de 0 à 20 °C en été et de −20 à 10 °C en hiver. La neige recouvre le sommet pendant la majorité de l'année. Souvent, des vents forts soufflent à une vitesse de plus de 100 km par heure.

## Mythologie

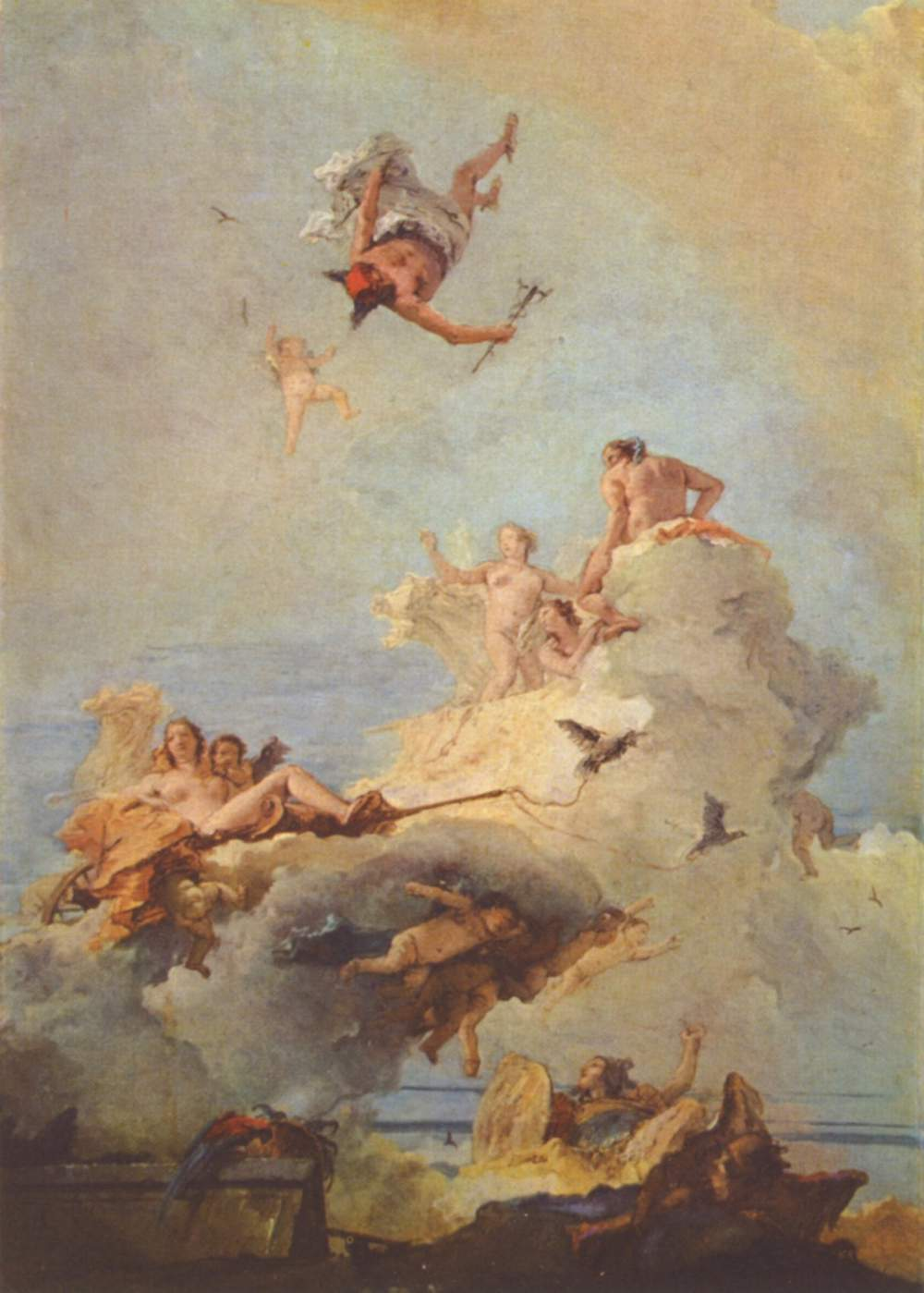
Olympe, par Tiepolo (milieu du XVIIIe siècle).

Comme son sommet reste invisible, qu'il soit caché aux mortels (par les nuages) ou qu'il resplendisse (lorsque le ciel se dégage, à cause des neiges) l'Olympe a été perçu par les anciens comme un jardin secret, la villégiature des dieux qui y passaient leur temps à festoyer (leurs mets et boisson favoris étant l'ambroisie qui les rendait immortels, arrosée du fameux nectar), à contempler le monde et à intriguer à travers les destins des hommes.
Homère décrit ce lieu comme idéal et paisible, isolé des intempéries telles que la pluie, la neige ou le vent, où les dieux pouvaient vivre dans un parfait bonheur. Ceux-ci y avaient élu domicile après avoir évincé les Titans, Ophion et Typhon.
Aux Olympiens de première génération, Zeus, Poséidon, Hadès, Déméter, Hestia et Héra, s'ajoutèrent six autres dieux de la génération suivante qui descendent de Zeus (sauf Aphrodite selon les traditions), surtout par des unions extraconjugales (Apollon, Artémis, Athéna, Arès, Héphaïstos, Hermès, Dionysos). Quoique la tradition compte les Olympiens au nombre de douze, quatorze dieux ont, d'une version à l'autre, fait partie de ce groupe, sous le contrôle de Zeus. On explique par exemple ces variations du fait que Hadès ne pouvait demeurer sur l'Olympe puisqu'il régnait sur le monde souterrain des Enfers. Héphaïstos, Dionysos, Hestia et quelquefois Hermès s'absentaient tour à tour de la liste.
Il ne faut pas confondre l'Olympe, « nid » des dieux, avec le sanctuaire d'Olympie, situé dans le Péloponnèse.

## Histoire

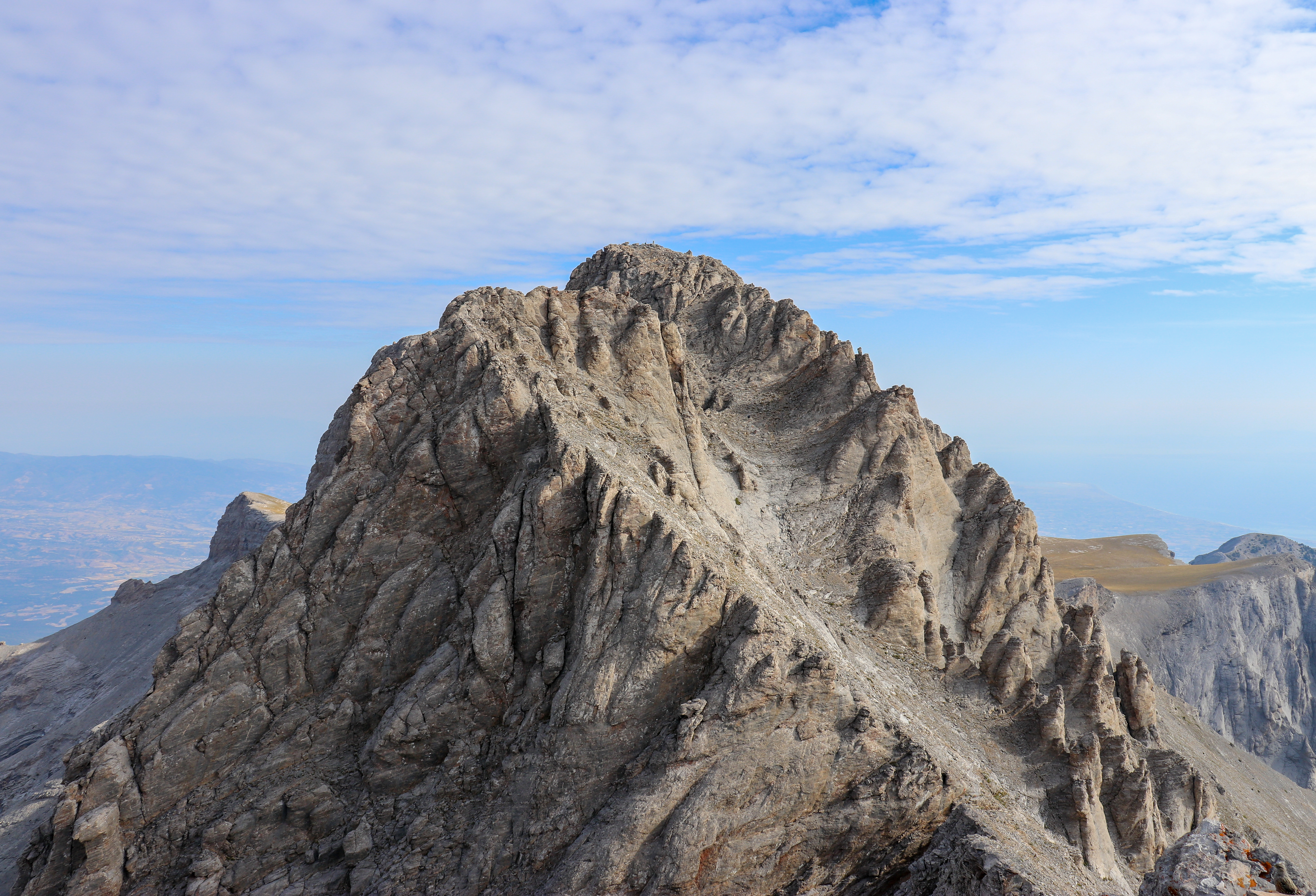
Mytikas, le plus haut sommet du mont Olympe.

L'histoire ancienne de la montagne, vouée au pastoralisme, est celle des Pélasges, de la Thessalie, du royaume de Macédoine, de la période romano-byzantine, de la Grèce ottomane et des guerres balkaniques qui la firent redevenir grecque en 1912.
À l'époque moderne, le pic Mytikas, sommet du mont Olympe, a été atteint pour la première fois connue, le 2 août 1913 soit un an après la fin de la période ottomane, par Frédéric Boissonnas photographe suisse, Daniel Baud-Bovy son ami, et Christos Kakkalos (en), un chasseur grec qui leur servait de guide.
Le mont resta en zone allemande du début à la fin de l'occupation de la Grèce pendant la Seconde Guerre mondiale et fut aussi le théâtre d'affrontements pendant la guerre civile grecque. Depuis les années 1950, il est devenu un objectif touristique pour alpinistes férus de mythologie.

## Parc national

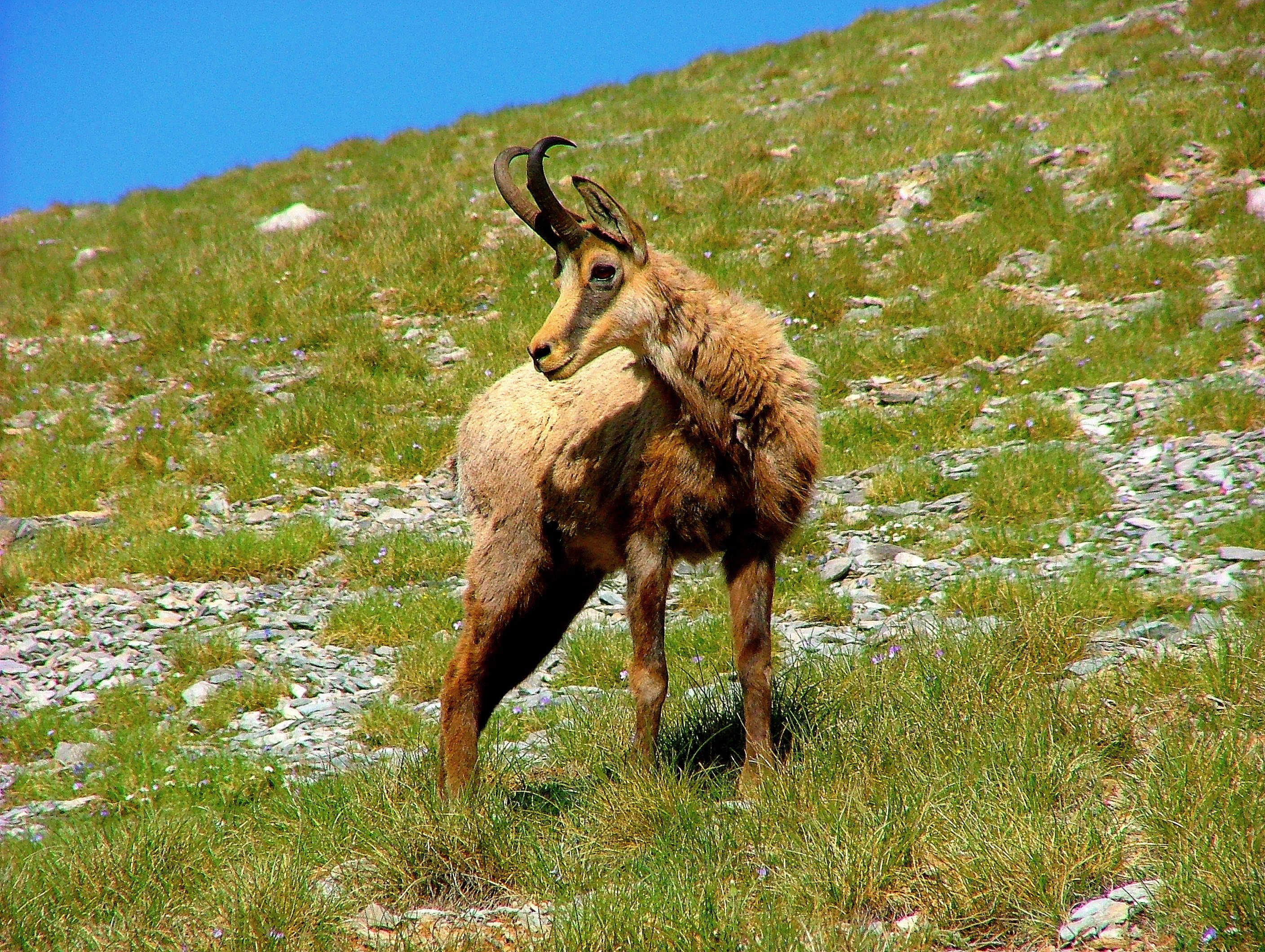
Chamois des Balkans

La plus haute montagne de Grèce a été la première région du pays à bénéficier de mesures de protection, puisque le parc national a été établi dès 1938. Il couvre une zone centrale de 40 km2 (4 000 ha) et une surface totale de 240 km2 (24 000 ha) avec la zone périphérique. En 1981, l'UNESCO a classé le mont Olympe comme réserve de biosphère.
Le parc abrite le chamois des Balkans (Rupicapra rupicapra balcanica), le chevreuil, le sanglier, le renard roux, le chat forestier, la fouine, la martre et l'écureuil, ainsi que de nombreuses espèces d'oiseaux, dont l'aigle royal, le circaète, l'aigle botté, le faucon pèlerin, le faucon crécerelle, la bondrée apivore, le tichodrome échelette.

## Course à pied
En 1986, la première épreuve de course en montagne voit le jour en Grèce. Prenant comme cadre le mythique mont Olympe, le marathon d'alpinisme de l'Olympe (Ορειβατικός Μαραθώνιος Ολύμπου / Oreivatikós Marathónios Olýmbou) est fondé par le Club grec d'alpinisme de Thessalonique. L'épreuve connaît un succès restreint avec une participation souvent limitée aux membres des clubs d'alpinisme nationaux,.
La tenue des Jeux olympiques d'été de 2004 à Athènes ravive l'intérêt pour une course de marathon sur le mont Olympe capable de générer un attrait international. L'Olympus Marathon voit le jour en 2004 avec un parcours très technique qui en fait une épreuve de skyrunning. Ce dernier connaît progressivement un succès international jusqu'à intégrer le calendrier de la Skyrunner World Series en 2017.
En 2011, le Faethon Olympus Marathon voit le jour. Contrairement aux précédentes épreuves, ce dernier est organisé du côté de la Thessalie du mont Olympe.
En 2012, un ultra-trail de 100 kilomètres est créé, l'Olympus Mythical Trail, qui effectue le tour complet du mont.